# Annett Gröschner

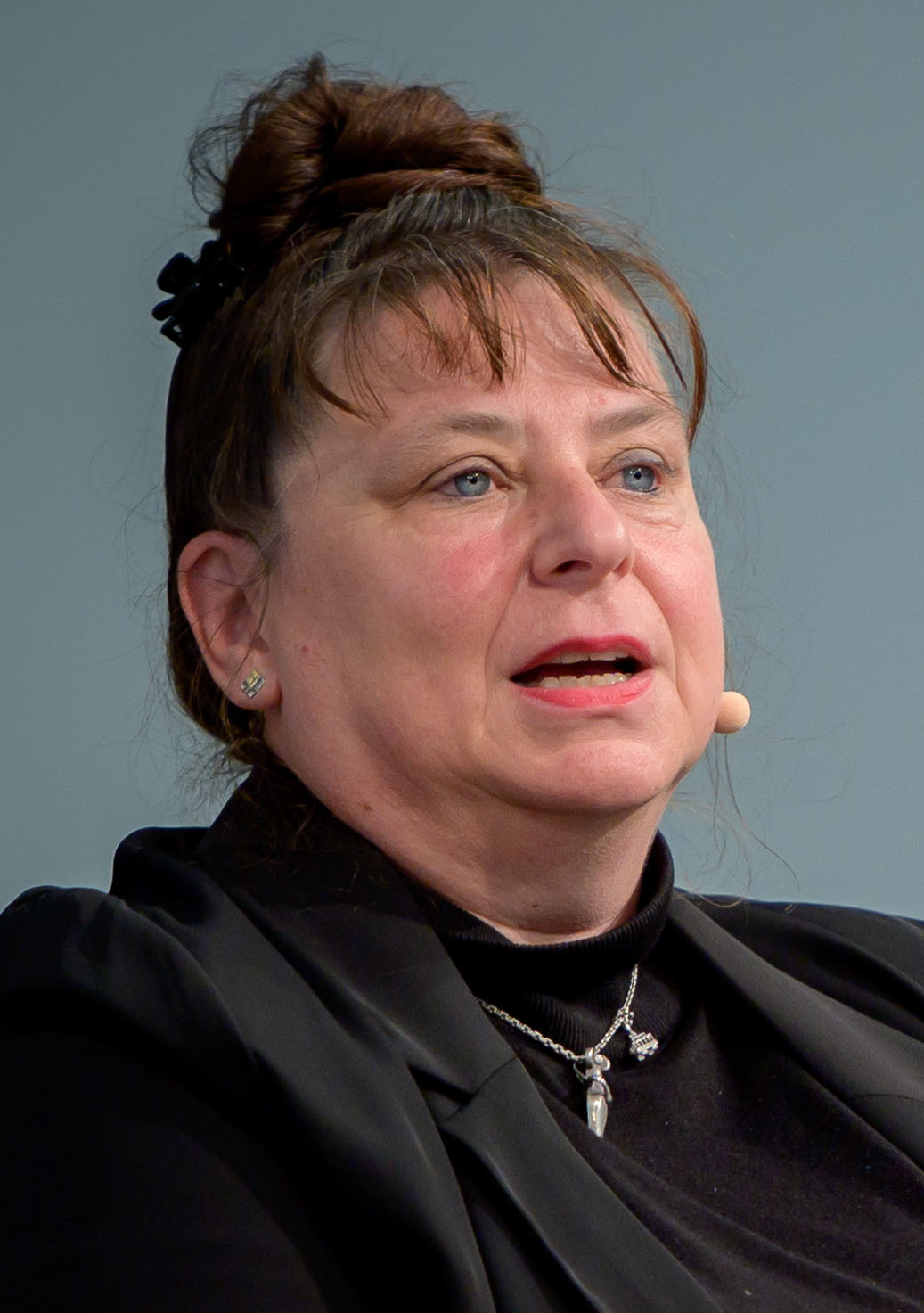
Annett Gröschner, 2020

Annett Gröschner (* 7. Februar 1964 in Magdeburg) ist eine deutsche Schriftstellerin und Journalistin.

## Leben und Werk
Annett Gröschner wurde nach ihrem 1982 bestandenen Abitur Ankleiderin am Theater Magdeburg. Von 1983 bis 1991 studierte sie Germanistik in Ost-Berlin und Paris. 1990 bis 1991 war Annett Gröschner Mitbegründerin und Mitarbeiterin der Frauenzeitschrift Ypsilon. 1992 gründete sie u. a. mit Marguerita Blume-Cárdenas, Elli Graetz, Gisela Kurkhaus-Müller, Emerita Pansowová, Nuria Quevedo und Ursula Strozynski die Künstlerinnen-Initiative Xanthippe e. V. Zwischen 1992 und 1996 arbeitete sie als Historikerin für das Prenzlauer Berg Museum und beteiligte sich seit 1994 an zahlreichen Forschungs-, Buch- und Ausstellungsprojekten. Von 1994 bis 1998 war sie Redakteurin und Herausgeberin der Zeitschriften Sklaven und Sklavenaufstand.
Sie ist Mitglied im PEN-Zentrum Deutschland und Mitgründerin des PEN Berlin.
Seit 1997 ist sie freiberufliche Schriftstellerin und Journalistin, u. a. für die Berliner Seiten der FAZ (1999–2002), den Freitag, die taz, Theater der Zeit, Literaturen. Seit März 2005 ist sie wissenschaftliche Mitarbeiterin des Sachbuchforschungsprojektes der Universität Hildesheim und der Humboldt-Universität zu Berlin.
2020 erschien Berliner Bürger*Stuben. Palimpseste und Geschichten, in dem Beiträge in Zeitschriften und Zeitungen aus den letzten zehn Jahren über die Hauptstadt Berlin und den Prenzlauer Berg sowie das Brandenburger Umland im speziellen enthalten sind. Gröschner schreibt über die rasanten Veränderungen in der Stadt Berlin; für sie ist die Hauptstadt ein Palimpsest, der immerwährenden Überschreibung ausgesetzt.
Im Mai 2025 lebte Gröschner als Stadtschreiberin  von Mainz und hielt Vorlesungen im Rahmen der Poetikdozentur der dortigen Universität.
Gröschner lebt seit Mitte der 1980er Jahre in Berlin.

## Werke
- Herzdame Knochensammler. Gedichte. Mit Fotografien von Tina Bara. Kontext Verlag, Berlin 1993, ISBN 3-931337-18-9
- ÿbbotaprag. heute. geschenke. schupo. schimpfen. hetze. sprüche. demonstrativ. sex. DDRbürg. gthierkatt. Ausgewählte Essays, Fließ- und Endnotentexte 1989–98. Kontext Verlag, Berlin/Zepernick 1999, ISBN 3-931337-33-2
- Sieben Tränen muß ein Clubfan weinen. 1. FC Magdeburg – Eine Fußballegende. Gustav Kiepenheuer, Leipzig 1999, ISBN 3-378-01038-X
- Moskauer Eis. Roman. Kiepenheuer, Leipzig 2000, ISBN 3-378-00628-5
- Hier beginnt die Zukunft, hier steigen wir aus. Berlin Verlag, Berlin 2002, ISBN 3-8270-0420-9
- Kontrakt 903. Erinnerung an eine strahlende Zukunft. Mit Fotografien von Arwed Messmer und aus dem Archiv des Kernkraftwerkes Rheinsberg. Kontext Verlag, Berlin 2003, ISBN 3-931337-38-3
- Parzelle Paradies. Edition Nautilus, Hamburg 2008
- Heimatkunde Berlin. Hamburg 2010, ISBN 978-3-455-38074-3
- Walpurgistag. Deutsche Verlagsanstalt, Stuttgart 2011
- Mit der Linie 4 um die Welt. mit Fotografien von Annett Gröschner und Arwed Messmer. Deutsche Verlags-Anstalt, München 2012. ISBN 978-3-421-04567-6
- Berolinas zornige Töchter – 50 Jahre Berliner Frauenbewegung, Berlin, 2018, ISBN 978-3-9819561-1-5
- Berliner Bürger*Stuben. Palimpseste und Geschichten. Edition Nautilus, Hamburg 2020. ISBN 978-3-960-54222-3
- Annett Gröschner; Peggy Mädler; Wenke Seemann: Drei ostdeutsche Frauen betrinken sich und gründen den idealen Staat. Carl Hanser Verlag, 2024, ISBN 978-3-446-27984-1 (320 S.).
- Schwebende Lasten. Roman. C.H.Beck, München 2025, ISBN 978-3-406-82973-4

## Als Herausgeberin
- ich schlug meiner Mutter die brennenden Funken ab. Berliner Schulaufsätze aus dem Jahr 1946. Herausgegeben vom Prenzlauer Berg Museum des Kulturamtes Berlin Prenzlauer Berg mit Unterstützung des Landesarchivs Berlin, ausgewählt und eingeleitet von Annett Gröschner. Kontext Verlag, Berlin 1996, ISBN 3-931337-30-8
- Durchgangszimmer Prenzlauer Berg. Eine Berliner Künstlersozialgeschichte der 1970er und 1980er Jahre in Selbstauskünften, mit Barbara Felsmann, Berlin 1999, 2. erweiterte Auflage 2012, ISBN 978-3-86732-121-1
- Fritz Tiedemann: Berlin, Fruchtstraße am 27. März 1952, mit Arwed Messmer (Texte von Annett Gröschner, Florian Ebner, Uwe Tiedemann), Hatje Cantz Verlag, Ostfildern, 2012, ISBN 978-3-7757-3472-1
- Backfisch im Bombenkrieg. Notizen in Steno, mit Barbara Felsmann und Grischa Meyer, Matthes & Seitz, Berlin 2013

## Auszeichnungen
- 1989  Anna-Seghers-Preis
- 1999  Stadtschreiberin zu Rheinsberg
- 2002  Erwin-Strittmatter-Preis
- 2012  Kunstpreis Literatur der Land Brandenburg Lotto GmbH[5]
- 2017  Kunstpreis Berlin, Sparte Literatur
- 2019: Verdienstorden des Landes Berlin
- 2021: Großer Kunstpreis Berlin (»Fontane-Preis«)
- 2021: Klopstock-Preis für ihr Gesamtwerk
- 2024 Mainzer Stadtschreiber Literaturpreis für 2025
- 2025 Longlist des Deutschen Buchpreises mit Schwebende Lasten